# Sihugo Green
Sihugo "Si" Green (Nueva York, 20 de agosto de 1933-Pittsburgh, Pensilvania, 4 de octubre de 1980) fue un jugador de baloncesto estadounidense que jugó durante nueve temporadas en la NBA. Medía 1,88 metros, y jugaba en la posición de base.

## Trayectoria deportiva

### Universidad
Jugó durante 4 temporadas con los Dukes de la Universidad de Duquesne, en los que promedió 19,8 puntos y 11,6 rebotes por partido.

### Profesional
Fue elegido en la primera posición del Draft de la NBA de 1956 por Rochester Royals. Jugó durante 9 temporadas como profesional, en 5 equipos diferentes. Se retiró al finalizar la temporada 1965-66, ganando con Boston Celtics su único anillo de campeón. En total promedió 9,2 puntos, 4,3 rebotes y 3,3 asistencias.

## Fallecimiento
Falleció en 1980, víctima de un cáncer.